# Wilfred Grenfell
Sir Wilfred Thomason Grenfell (* 28. Februar 1865 in Parkgate auf der Halbinsel Wirral, England; † 9. Oktober 1940 in Charlotte im US-Bundesstaat Vermont) war Arzt und Missionar. Er ging nach einem Medizinstudium in London im Jahr 1892 in die kanadische Provinz Neufundland und Labrador und trug dort durch sein lebenslanges Wirken entscheidend zur Etablierung eines modernen Gesundheits- und Sozialwesens bei.

## Leben

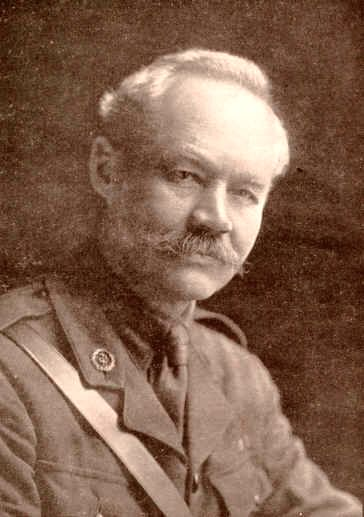
Wilfred Grenfell

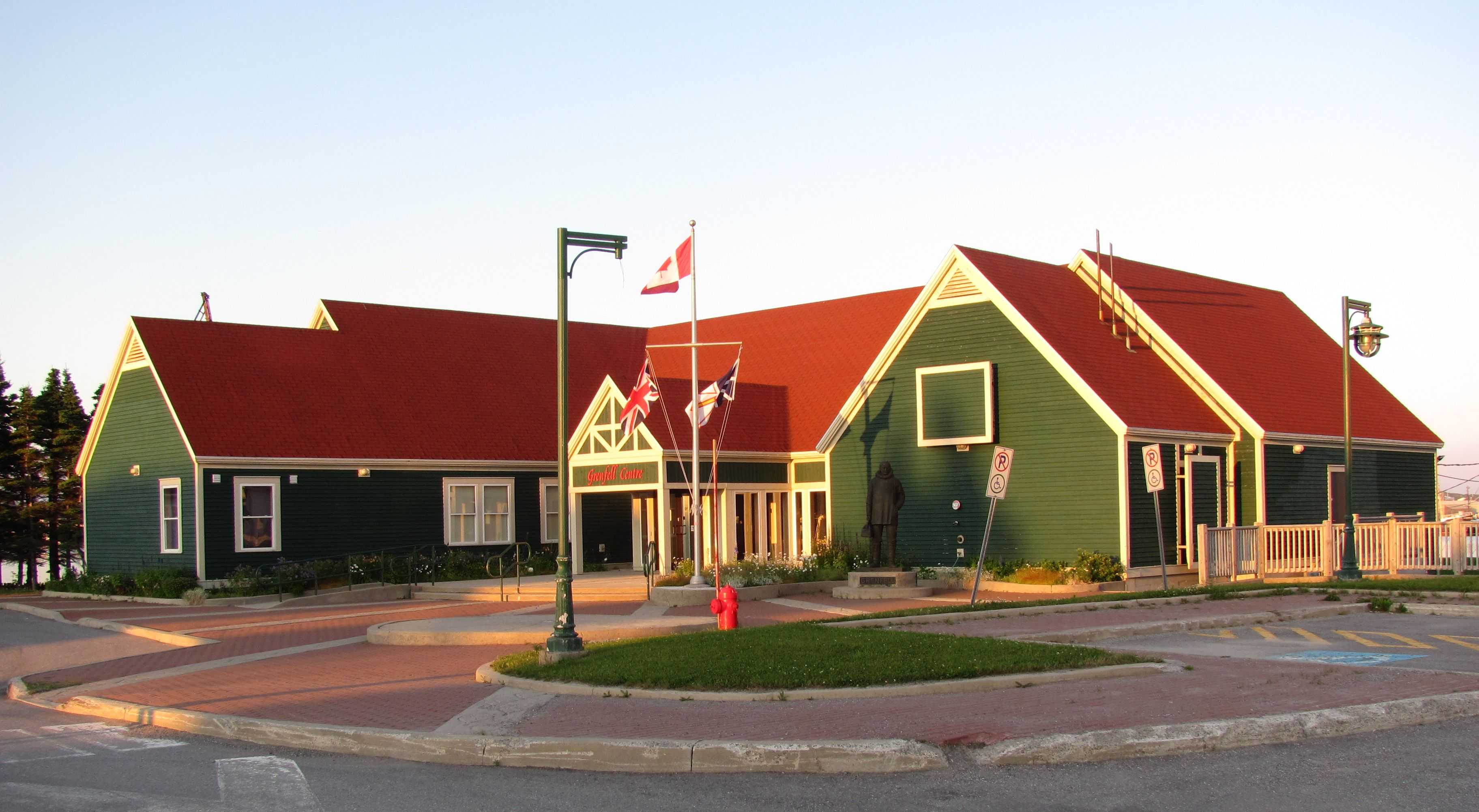
Grenfell Centre in St. Anthony

Wilfred Grenfell wurde am 28. Februar 1865 im Nordwesten Englands als Sohn von Algernon Grenfell, einem anglikanischen Priester, und Jane Grenfell geb. Hutchinson geboren. Er besuchte die Mostyn House School in seinem Geburtsort Parkgate. Nachdem er 1882 nach London gezogen war, begann er ein Jahr später ein Studium der Medizin an der dortigen London Hospital Medical School, das er sechs Jahre später abschloss. In London kam er 1885 auch in Kontakt mit den Lehren des amerikanischen Evangelisten Dwight Lyman Moody, der in seinen Predigten unter anderem Erlösung durch Dienst an den Armen der Gesellschaft betonte. Dies hatte großen Einfluss auf Grenfells religiöse Überzeugungen und sein gesamtes weiteres Leben. 1886 konvertierte er vom Anglikanismus seiner Eltern zum evangelischen Glauben.
Im Jahr 1892 ging er im Auftrag der Royal National Mission to Deep Sea Fishermen nach Neufundland, um dort eine medizinische Missionsstation aufzubauen. Diese nahm ein Jahr später ihren Betrieb mit zwei weiteren Ärzten und zwei Krankenschwestern in zwei kleinen Krankenhäusern in Battle Harbour und in Indian Harbour sowie einer mobilen medizinischen Versorgung per Schiff entlang der Küste Labradors auf. Die Aktivitäten der Mission erweiterten sich im Lauf der Zeit über die medizinische Versorgung der Bevölkerung hinaus auf die Errichtung von Schulen und Waisenhäusern sowie Projekte im Bereich der Sozialarbeit und der Versorgung von Arbeitern. Ab 1905 betrieb die Mission eine vom US-amerikanischen Industriellen und Philanthropen Andrew Carnegie gestiftete Fahrbibliothek. Darüber hinaus betreute die Mission neben den ortsansässigen Fischern auch die einheimische Bevölkerung sowie weitere Siedler an der Küste von Labrador und im Norden Neufundlands. Am 18. November 1909 heiratete Wilfred Grenfell seine Frau Anne Elizabeth Caldwell MacClanahan aus Chicago. Aus der Ehe gingen zwei Söhne und eine Tochter hervor.
Aufgrund des Wachstums der Mission in den folgenden Jahrzehnten wurde am 10. Januar 1914 die International Grenfell Association als gemeinnützige Missionsgesellschaft gegründet, um die Arbeit von Wilfred Grenfell zu unterstützen. Da der finanzielle Bedarf die Mittel überstieg, die von der Royal National Mission to Deep Sea Fishermen bereitgestellt wurden, warb er durch Vortragsreisen in Kanada, den USA und England sowie durch Bücher und andere Veröffentlichungen weitere Spenden ein. Seine Werke umfassten sowohl religiöse Schriften und Landschafts- und Reisebeschreibungen über Neufundland und Labrador als auch belletristische Geschichten, wie das 1908 erschienene Werk „Adrift on an Ice Pan“. Dieses beruhte auf einem Erlebnis, bei dem er 1908 eine Nacht auf einer treibenden Eisscholle überlebte.
Während des Ersten Weltkrieges diente er von 1915 bis 1916 freiwillig im Royal Army Medical Corps. Mit dem Beginn der 1920er Jahre verschlechterte sich sein Gesundheitszustand. 1926 hatte er erstmals einen Herzinfarkt, dem 1929 ein zweiter folgte. 1931 unternahm er eine Reise zur Kartierung der Küste Labradors. Im Jahr 1935 zog er sich aus der Leitung der Association zurück, drei Jahre später starb seine Frau. Als er sich zur Ruhe setzte, bestanden in Labrador als Folge seines Wirkens sechs Krankenhäuser, sieben Pflegestationen, zwei Waisenhäuser, zwei große Schulen und 14 Gewerbezentren. Nach seinem Tod am 9. Oktober 1940 im US-Bundesstaat Vermont wurden seine sterblichen Überreste nach St. Anthony in Neufundland überführt und dort am 25. Juli 1941 beigesetzt.

## Nachwirkung und Erinnerung

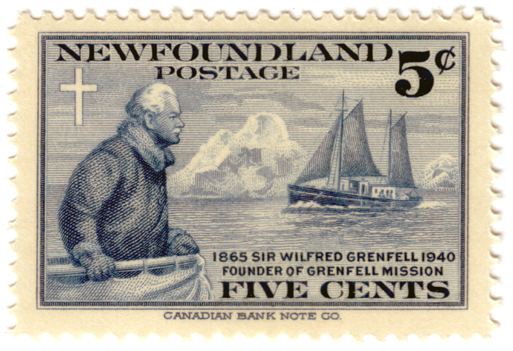
Wilfred Grenfell auf einer Briefmarke aus dem Jahr 1941

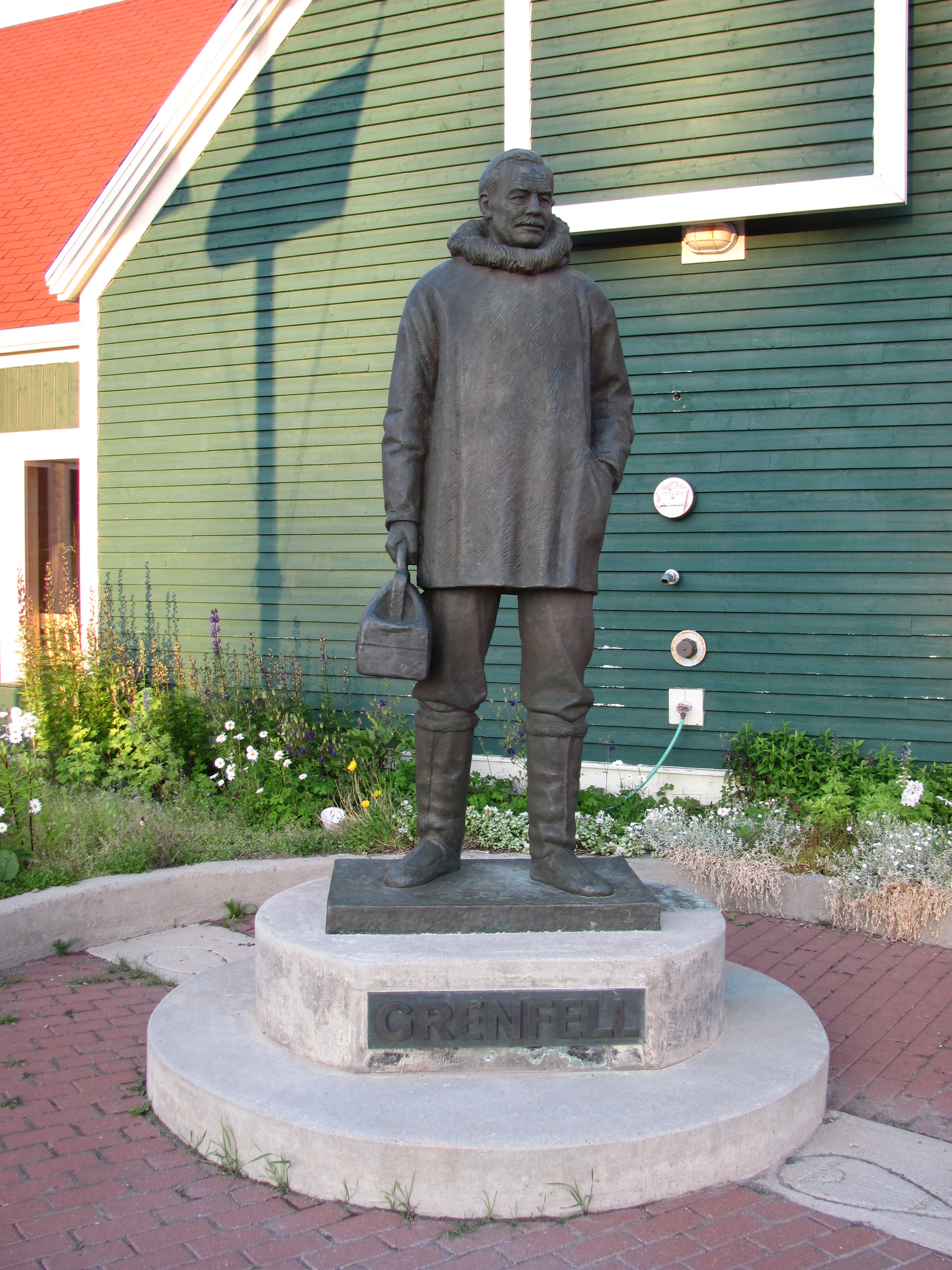
Grenfelldenkmal in St. Anthony

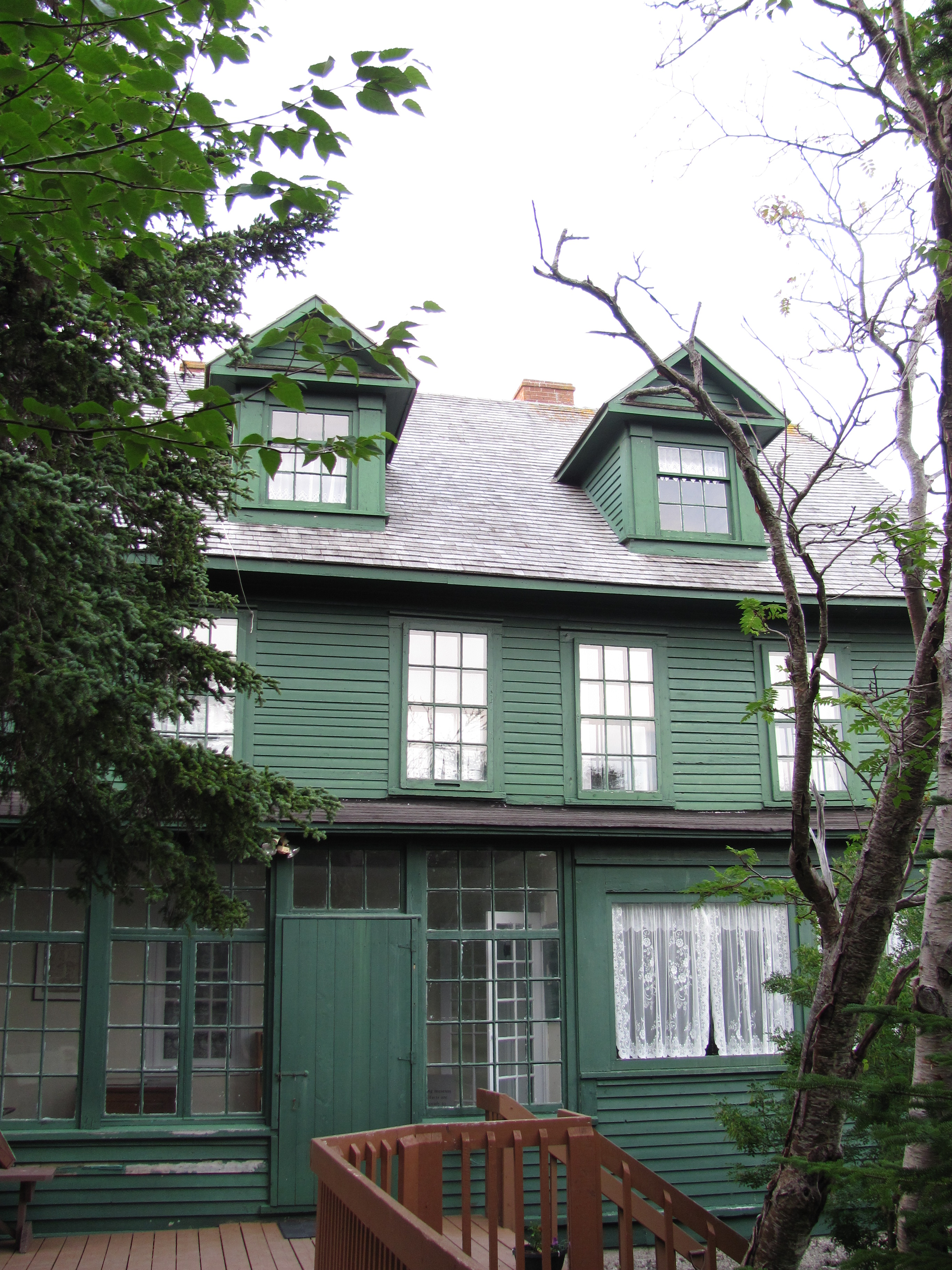
Grenfellmuseum in St. Anthony

Die International Grenfell Association bestand über den Tod von Wilfred Grenfell hinaus bis 1981 als Nichtregierungsorganisation. Ihre Aufgaben im Bereich des Gesundheitswesens wurden dann von einer als Grenfell Regional Health Services Board bezeichneten staatlichen Behörde übernommen. Die International Grenfell Association verlagerte anschließend ihren Aufgabenschwerpunkt auf die Förderung von Projekten und der Ausbildung von medizinischem Personal.
Die kanadische Regierung, vertreten durch den für das Historic Sites and Monuments Board of Canada zuständigen Minister, ehrte Grenfell am 25. Mai 1959 für sein Wirken und erklärte ihn zu einer „Person von nationaler historischer Bedeutung“.
Im Jahr 1978 wurde die Sir Wilfred Thomason Grenfell Historical Society gegründet, die sein Haus in St. Anthony auf Neufundland und Labrador erwarb und darin ein Museum sowie ein Archiv einrichtete. Das Wirken von Wilfred Grenfell gilt als Vorlage für mindestens zwei Charaktere in Werken der kanadischen Literatur, zum einen Dr. Luke im 1904 erschienenen Buch „Doctor Luke of the Labrador“ von Norman Duncan und zum anderen Dr. Tocsin in Harold Horwoods Buch „White Eskimo“, das 1972 erschien.
Wilfred Grenfell erhielt für sein Wirken eine Reihe von hochrangigen Auszeichnungen, so beispielsweise 1907 das erste jemals verliehene Ehrendoktorat der Medizinischen Fakultät der University of Oxford. Im gleichen Jahr wurde er als Companion in den Orden vom Heiligen Michael und Georg aufgenommen, eine Auszeichnung für britische Staatsbürger, die für besondere Verdienste beim Wirken im Ausland oder für die Verbesserung der Beziehungen zu anderen Staaten verliehen wird. Für seine Arbeiten zur Kartierung von Labrador wurde er von der Royal Geographical Society im Jahr 1911 mit dem Murchison Prize geehrt. 1927 wurde er in Anerkennung seiner Leistungen im Bereich der Medizin, des Bildungswesens und der Sozialarbeit zum Ritter geschlagen.
Der in Corner Brook auf Neufundland und Labrador gelegene Campus der Memorial University of Newfoundland heißt seit 1979 Sir Wilfred Grenfell College. Seit 1987 trägt darüber hinaus ein Such- und Rettungsschiff der Kanadischen Küstenwache seinen Namen. Im Jahr 1997 wurde er in die Canadian Medical Hall of Fame aufgenommen.

## Weiterführende Veröffentlichungen
- Wilfred Grenfell: A Labrador Doctor: The Autobiography of Wilfred Thomason Grenfell. Kessinger Publishing, Kila MT 2006, ISBN 1-4179-3616-9 (1919 erstmals veröffentlichte Autobiographie)
- Rafico Ruiz: Slow Disturbance: Infrastructural Meditation on the SettlerColonial Resource Frontier. Durham & London: Duke University Press 2021, ISBN 9781478007982.